# Pike megye (Kentucky)
Pike megye az Amerikai Egyesült Államokban, azon belül Kentucky államban található. Megyeszékhelye és legnagyobb városa Pikeville. Lakosainak száma 58 669 fő (2020. április 1.). Pike megye Mingo, Buchanan, Dickenson, Wise, Letcher, Knott, Floyd és Martin megyékkel határos.

## Népesség
A megye népességének változása:
| Lakosok száma | 64 984 | 64 679 | 64 066 | 63 380 | 61 792 | 58 669 |
|               | 2010   | 2011   | 2012   | 2013   | 2015   | 2020   |